# Best Revenge
Best Revenge è un film del 1984 diretto da John Trent.
È un film drammatico statunitense e canadese con John Heard, Levon Helm e Alberta Watson. La trama vede due tursiti americani in Spagna coinvolti nel traffico di una grossa partita di droga dopo che uno dei due viene rapito.

## Produzione
Il film, diretto da John Trent su una sceneggiatura di John Hunter, Rick Rosenthal e David Rothberg, fu prodotto da Michael Lebowitz e girato a Toronto, in Canada, e ad Algeciras, Malaga e Tarifa, in Spagna  dal 19 maggio al 29 luglio 1980 con un budget stimato in 6.900.000 dollari.

## Distribuzione
Il film fu distribuito negli Stati Uniti con il titolo Best Revenge e in Canada con il titolo Misdeal nel 1984.
Alcune delle uscite internazionali sono state:
- nel Regno Unito il 19 ottobre 1984
- in Brasile (A Hora da Desforra)
- in Finlandia (Huumeliiga)
- in Germania Ovest (New York - Tanger)